# HVV Tubantia in het seizoen 1957/58
Het seizoen 1957/1958 was het derde jaar in het bestaan van de Hengelose betaaldvoetbalclub Tubantia. De club kwam uit in de Tweede divisie B en eindigde daarin op de zevende plaats. Tevens deed de club mee aan het toernooi om de KNVB beker, hierin werd de club in de derde ronde uitgeschakeld door Vitesse (0–2).

## Wedstrijdstatistieken

### Tweede divisie B
|       | Be Quick | Enschedese Boys | Go Ahead | Heerenveen | Heracles | N.E.C. | Oldenzaal | Oosterparkers | PEC   | Rheden | Veendam | Velocitas | Zwartemeer | Zwolsche Boys |
| ----- | -------- | --------------- | -------- | ---------- | -------- | ------ | --------- | ------------- | ----- | ------ | ------- | --------- | ---------- | ------------- |
| Thuis | 3 – 3    | 0 – 5           | 0 – 2    | 0 – 0      | 0 – 3    | 0 – 0  | 3 – 0     | 1 – 1         | 1 – 3 | 0 – 2  | 4 – 0   | 4 – 2     | 6 – 1      | 2 – 2         |
| Uit   | 1 – 2    | 0 – 1           | 1 – 1    | 5 – 4      | 2 – 1    | 2 – 0  | 1 – 2     | 1 – 1         | 2 – 1 | 5 – 0  | 2 – 3   | 2 – 2     | 2 – 1      | 0 – 2         |

### KNVB beker
| Voorronde                                      | Tubantia                                                  | 2 – 1 (2 – 1) | Roda Sport                                 |
| 1 september 1957 Plaats: Hengelo Veldwijk      | Eduard Pauwels 15' (e.d.) Jacky Jurissen 20'              |               | Toon Ederveen                              |
| 1e ronde                                       | Tubantia                                                  | 6 – 1 (4 – 1) | RES                                        |
| 26 december 1957 Plaats: Hengelo Veldwijk      | Gerrit Lippinkhof 10', 20', 25', 38', –' Frans Eppink 75' |               | 15' Mulder                                 |
| 2e ronde                                       | Tubantia                                                  | 3 – 0 (2 – 0) | FVC                                        |
| 7 april 1958 Plaats: Hengelo Veldwijk          | Frans Eppink 15' Wim Perik 25' Martin Philips 75'         |               |                                            |
| 3e ronde                                       | Tubantia                                                  | 0 – 2 (0 – 1) | Vitesse                                    |
| 22 mei 1958 Plaats: Arnhem Nieuw-Monnikenhuize |                                                           |               | 23' Gerrit van der Pol 89' Bert Theunissen |

## Statistieken Tubantia 1957/1958

### Eindstand Tubantia in de Nederlandse Tweede divisie B 1957 / 1958
| Stand | Gespeeld | Gewonnen | Gelijk | Verloren | Punten | Doelpunten voor | Doelpunten tegen |
| ----- | -------- | -------- | ------ | -------- | ------ | --------------- | ---------------- |
| 7e    | 28       | 9        | 8      | 11       | 26     | 46              | 50               |

### Topscorers
| #      | Naam              | Goal |
| ------ | ----------------- | ---- |
| 1.     | Wim Perik         | 16   |
| 2.     | Gerrit Lippinkhof | 8    |
| 3.     | Martin Philips    | 6    |
| 4.     | Jan Weggeman      | 4    |
| 5.     | Timo Broersma     | 3    |
| 5.     | Frans Eppink      | 3    |
| 5.     | Jacky Jurissen    | 3    |
| 8.     | René Reuvekamp    | 2    |
| 9.     | Jan Lentink       | 1    |
| Totaal | Totaal            | 46   |

| #              | Naam                        | Goal |
| -------------- | --------------------------- | ---- |
| 1.             | Gerrit Lippinkhof           | 5    |
| 2.             | Frans Eppink                | 2    |
| 3.             | Jacky Jurissen              | 1    |
| 3.             | Wim Perik                   | 1    |
| 3.             | Martin Philips              | 1    |
| Eigen doelpunt |                             |      |
| –              | Eduard Pauwels (Roda Sport) |      |
| Totaal         | Totaal                      | '    |